# Марцано
Марцано (італ. Marzano) — муніципалітет в Італії, у регіоні Ломбардія, провінція Павія.
Марцано розташоване на відстані близько 460 км на північний захід від Рима, 26 км на південь від Мілана, 14 км на північний схід від Павії.
Населення — 1673 особи (2014).
Покровитель — святий Михайло.

## Демографія
Населення за роками:

Станом на 1 січня 2023 року в муніципалітеті офіційно проживало 166 іноземців з 28 країн, серед них 58 громадян країн Євросоюзу та 7 громадян України.

## Сусідні муніципалітети
- Черанова
- Лардіраго
- Ронкаро
- Торре-д'Арезе
- Торревеккія-Пія
- Валера-Фратта
- Відігульфо
- Вістарино